# Bagas (Gironde)
Pour les articles homonymes, voir Baga.
Bagas (Bagàs en gascon), appelée officieusement Bagas-la-Romaine, est une commune du Sud-Ouest de la France, située dans le département de la Gironde (région Nouvelle-Aquitaine).
Ses habitants sont appelés les Bagassons.

## Géographie

### Localisation
Bordée au nord par le Dropt, la commune se trouve dans l'Entre-deux-Mers, à 58 km à l'est-sud-est de Bordeaux, chef-lieu du département, à 21 km au nord-est de Langon, chef-lieu d'arrondissement et à 5,5 km au nord-nord-ouest de La Réole, ancien chef-lieu de canton. Elle fait partie de l'unité urbaine de La Réole.

### Communes limitrophes
Les communes limitrophes en sont Saint-Martin-de-Lerm au nord sur moins de 500 m, Loubens au nord-est, Saint-Sève au sud-est, La Réole au sud sur moins d'un km, Les Esseintes à l'ouest et Camiran au nord-ouest.
| Camiran       | Saint-Martin-de-Lerm | Loubens    |
| Les Esseintes | Bagas                |            |
|               | La Réole             | Saint-Sève |

### Climat
Pour des articles plus généraux, voir Climat de la Nouvelle-Aquitaine et Climat de la Gironde.
Historiquement, la commune est exposée à un climat océanique aquitain.  
En 2020, Météo-France publie une typologie des climats de la France métropolitaine dans laquelle la commune est exposée à un climat océanique et est dans la région climatique  Aquitaine, Gascogne, caractérisée par une pluviométrie abondante au printemps, modérée en automne, un faible ensoleillement au printemps, un été chaud (19,5 °C), des vents faibles, des brouillards fréquents en automne et en hiver et des orages fréquents en été (15 à 20 jours).
Pour la période 1971-2000, la température annuelle moyenne est de 13 °C, avec une amplitude thermique annuelle de 15,3 °C. Le cumul annuel moyen de précipitations est de 825 mm, avec 11 jours de précipitations en janvier et 6,5 jours en juillet. Pour la période 1991-2020, la température moyenne annuelle observée sur la station météorologique la plus proche, située sur la commune de Saint-Sulpice-de-Pommiers à 7 km à vol d'oiseau, est de 13,8 °C et le cumul annuel moyen de précipitations est de 764,8 mm,. Pour l'avenir, les paramètres climatiques de la commune estimés pour 2050 selon différents scénarios d’émission de gaz à effet de serre sont consultables sur un site dédié publié par Météo-France en novembre 2022.

## Urbanisme

### Typologie
Au 1er janvier 2024, Bagas est catégorisée commune rurale à habitat dispersé, selon la nouvelle grille communale de densité à sept niveaux définie par l'Insee en 2022.
Elle appartient à l'unité urbaine de La Réole, une agglomération intra-départementale regroupant cinq  communes, dont elle est une commune de la banlieue,,. La commune est en outre hors attraction des villes,.

### Occupation des sols

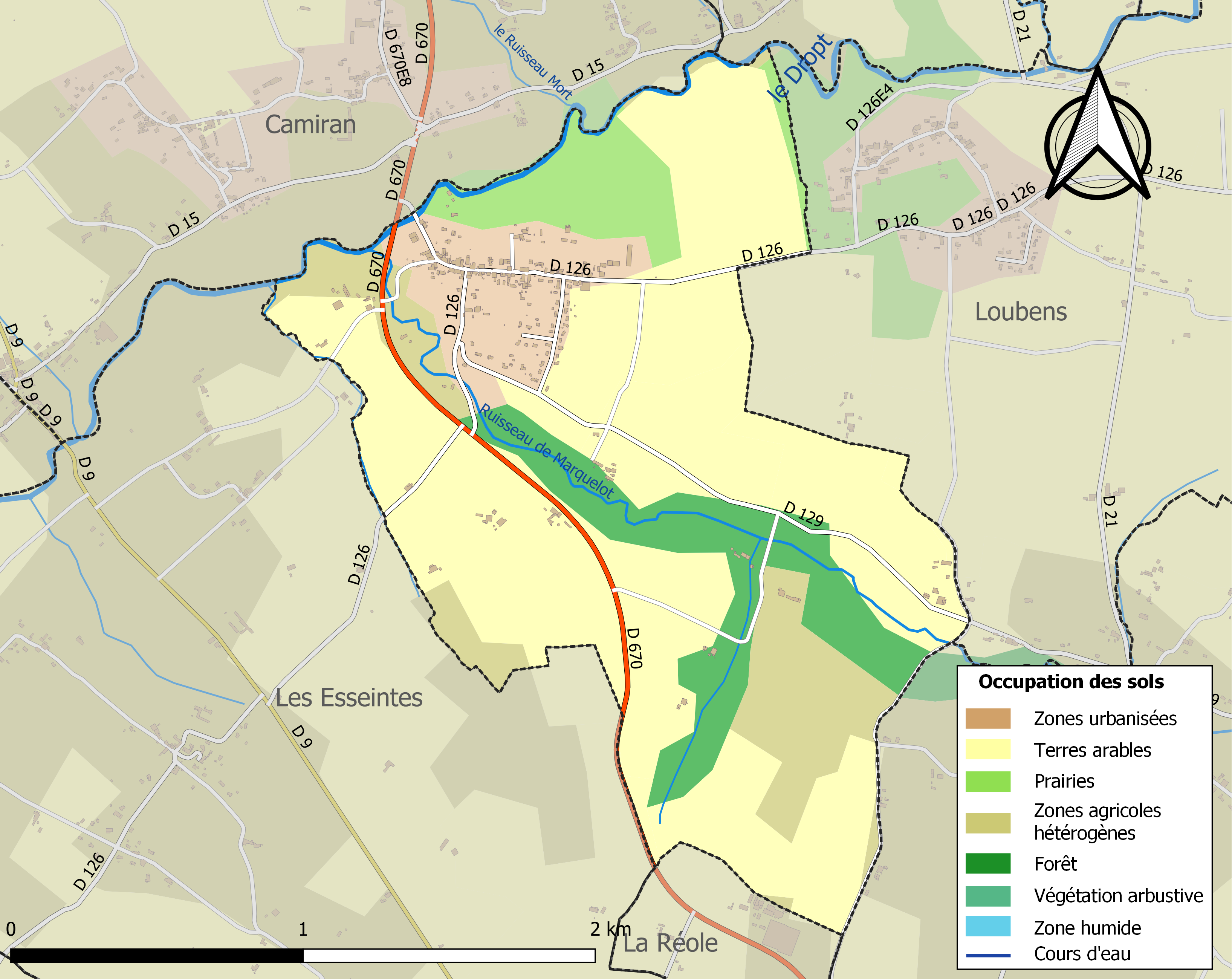
Carte des infrastructures et de l'occupation des sols de la commune en 2018 (CLC).

L'occupation des sols de la commune, telle qu'elle ressort de la base de données européenne d’occupation biophysique des sols Corine Land Cover (CLC), est marquée par l'importance des territoires agricoles (78,9 % en 2018), en diminution par rapport à 1990 (87,9 %). La répartition détaillée en 2018 est la suivante :
cultures permanentes (37,6 %), terres arables (23,2 %), zones agricoles hétérogènes (12,3 %), forêts (12,1 %), zones urbanisées (9 %), prairies (5,8 %). L'évolution de l’occupation des sols de la commune et de ses infrastructures peut être observée sur les différentes représentations cartographiques du territoire : la carte de Cassini (XVIIIe siècle), la carte d'état-major (1820-1866) et les cartes ou photos aériennes de l'IGN pour la période actuelle (1950 à aujourd'hui).

### Voies de communication et transports
La commune est traversée, à l'ouest du bourg, par la route départementale D670, ancienne route nationale 670, qui relie Sauveterre-de-Guyenne au nord-nord-ouest à La Réole au sud-sud-est ; dans le bourg, la route départementale D126 mène vers le sud-ouest aux Esseintes et au-delà à Gironde-sur-Dropt et vers l'est-nord-est à Loubens et Roquebrune ; la route départementale D129 qui commence à la sortie sud du bourg mène vers le sud-est à Saint-Sève et, au-delà, en direction de Saint-Hilaire-de-la-Noaille et Mongauzy.

L'accès le plus proche à l'autoroute A62 (Bordeaux-Toulouse) est celui de  4 La Réole distant de 14 km par la route vers le sud.

L'accès  1 Bazas à l'autoroute A65 (Langon-Pau) se situe à 31 km vers le sud-sud-ouest.

L'accès le plus proche à l'autoroute A89 (Bordeaux-Lyon) est celui de l'échangeur autoroutier  avec la route nationale 89 qui se situe à 40 km vers le nord-ouest.
La gare SNCF la plus proche est celle, distante de 6,5 km par la route vers le sud, de La Réole sur la ligne Bordeaux-Sète du TER Nouvelle-Aquitaine.

### Risques majeurs
Le territoire de la commune de Bagas est vulnérable à différents aléas naturels : météorologiques (tempête, orage, neige, grand froid, canicule ou sécheresse), inondations et séisme (sismicité très faible). Un site publié par le BRGM permet d'évaluer simplement et rapidement les risques d'un bien localisé soit par son adresse soit par le numéro de sa parcelle.
Certaines parties du territoire communal sont susceptibles d’être affectées par le risque d’inondation par débordement de cours d'eau, notamment le Dropt. La commune a été reconnue en état de catastrophe naturelle au titre des dommages causés par les inondations et coulées de boue survenues en 1982, 1988, 1999, 2009 et 2021,.

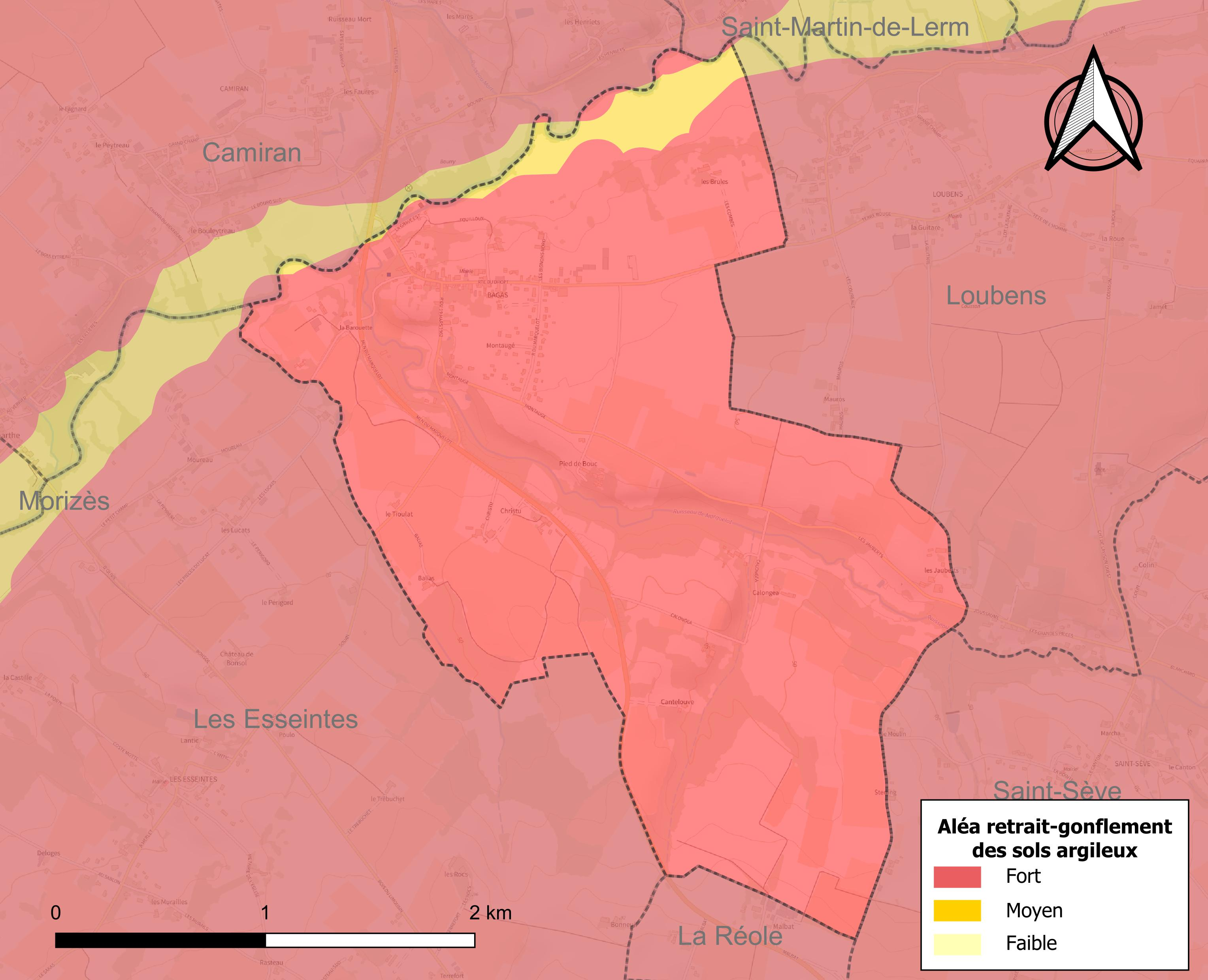
Carte des zones d'aléa retrait-gonflement des sols argileux de Bagas.

Le retrait-gonflement des sols argileux est susceptible d'engendrer des dommages importants aux bâtiments en cas d’alternance de périodes de sécheresse et de pluie. La totalité de la commune est en aléa moyen ou fort (67,4 % au niveau départemental et 48,5 % au niveau national). Sur les 128 bâtiments dénombrés sur la commune en 2019, 128 sont en aléa moyen ou fort, soit 100 %, à comparer aux 84 % au niveau départemental et 54 % au niveau national. Une cartographie de l'exposition du territoire national au retrait gonflement des sols argileux est disponible sur le site du BRGM,.
Par ailleurs, afin de mieux appréhender le risque d’affaissement de terrain, l'inventaire national des cavités souterraines permet de localiser celles situées sur la commune.
Concernant les mouvements de terrains, la commune a été reconnue en état de catastrophe naturelle au titre des dommages causés par la sécheresse en 2017 et par des mouvements de terrain en 1999.

## Histoire
À la Révolution, la paroisse Notre-Dame de Bagas forme la commune de Bagas.

## Politique et administration
| Période                                  | Période  | Identité           | Étiquette | Qualité               |
| ---------------------------------------- | -------- | ------------------ | --------- | --------------------- |
| Les données manquantes sont à compléter. |          |                    |           |                       |
| 1896                                     |          | Marius Cazenave    |           |                       |
| 1908                                     |          | Joseph Cave        |           |                       |
| 1912                                     |          | Léon Delpon        |           |                       |
| 1915                                     |          | Mentor Robert      |           |                       |
| 1919                                     |          | André Boye         |           |                       |
| 1925                                     |          | Armand Rouzier     |           |                       |
| 1929                                     |          | Pierre Dubourg     |           |                       |
| 1935                                     |          | Gabriel Delpon     |           |                       |
| 1945                                     |          | Georges Boussillon |           |                       |
| 1948                                     |          | Maxime Quintin     |           |                       |
| 1953                                     |          | Jean Barry         |           |                       |
| 1971                                     |          | Pierre Mas         |           |                       |
| 1979                                     |          | Jean Lagrèze       |           |                       |
| 1995                                     | En cours | Serge Issard       |           | Professeur des écoles |
| Les données manquantes sont à compléter. |          |                    |           |                       |

### Communauté de communes
Le 1er janvier 2014, la communauté de communes du Réolais ayant été supprimée, la commune de Bagas s'est retrouvée intégrée à la communauté de communes du Réolais en Sud Gironde siégeant à La Réole.

## Démographie
L'évolution du nombre d'habitants est connue à travers les recensements de la population effectués dans la commune depuis 1793. Pour les communes de moins de 10 000 habitants, une enquête de recensement portant sur toute la population est réalisée tous les cinq ans, les populations de référence des années intermédiaires étant quant à elles estimées par interpolation ou extrapolation. Pour la commune, le premier recensement exhaustif entrant dans le cadre du nouveau dispositif a été réalisé en 2006.

En 2022, la commune comptait 287 habitants, en évolution de −1,03 % par rapport à 2016 (Gironde : +6,91 %, France hors Mayotte : +2,11 %).
| 1793 | 1800 | 1806 | 1821 | 1831 | 1836 | 1841 | 1846 | 1851 |
| ---- | ---- | ---- | ---- | ---- | ---- | ---- | ---- | ---- |
| 353  | 254  | 266  | 250  | 257  | 285  | 288  | 278  | 261  |

| 1856 | 1861 | 1866 | 1872 | 1876 | 1881 | 1886 | 1891 | 1896 |
| ---- | ---- | ---- | ---- | ---- | ---- | ---- | ---- | ---- |
| 263  | 276  | 255  | 256  | 261  | 274  | 249  | 261  | 274  |

| 1901 | 1906 | 1911 | 1921 | 1926 | 1931 | 1936 | 1946 | 1954 |
| ---- | ---- | ---- | ---- | ---- | ---- | ---- | ---- | ---- |
| 271  | 294  | 264  | 244  | 241  | 232  | 231  | 263  | 211  |

| 1962 | 1968 | 1975 | 1982 | 1990 | 1999 | 2006 | 2011 | 2016 |
| ---- | ---- | ---- | ---- | ---- | ---- | ---- | ---- | ---- |
| 202  | 200  | 197  | 158  | 144  | 173  | 201  | 287  | 290  |

| 2021 | 2022 | - | - | - | - | - | - | - |
| ---- | ---- | - | - | - | - | - | - | - |
| 292  | 287  | - | - | - | - | - | - | - |

## Culture locale et patrimoine

### Lieux et monuments
- L'église Notre-Dame de Bagas qui présente un décor peint sur les murs de son abside, a été inscrite puis classée à l'inventaire des monuments historiques en 1961[27].
  - Ledit décor intitulé Les Vertus et les vices a été lui-même classé au titre immeuble à l'inventaire des monuments historiques en 1961[28].
  - Un chapiteau en pierre du XIe siècle transformé en bénitier est classé au titre objet à l'inventaire des monuments historiques depuis 1971[29].
- Le moulin à eau fortifié dénommé moulin de Bagas enjambe le Dropt en limite de la commune de Camiran et date, pour sa majeure part, du XIVe siècle ; ayant appartenu au XVe à une confrérie religieuse de La Réole, il est aujourd'hui désaffecté et la propriété d'une personne privée ; il a été inscrit monument historique en 1926[30].
- Le monument aux morts situé à côté de l'église, surmonté de la statue du Poilu au repos, réalisée par Étienne Camus.

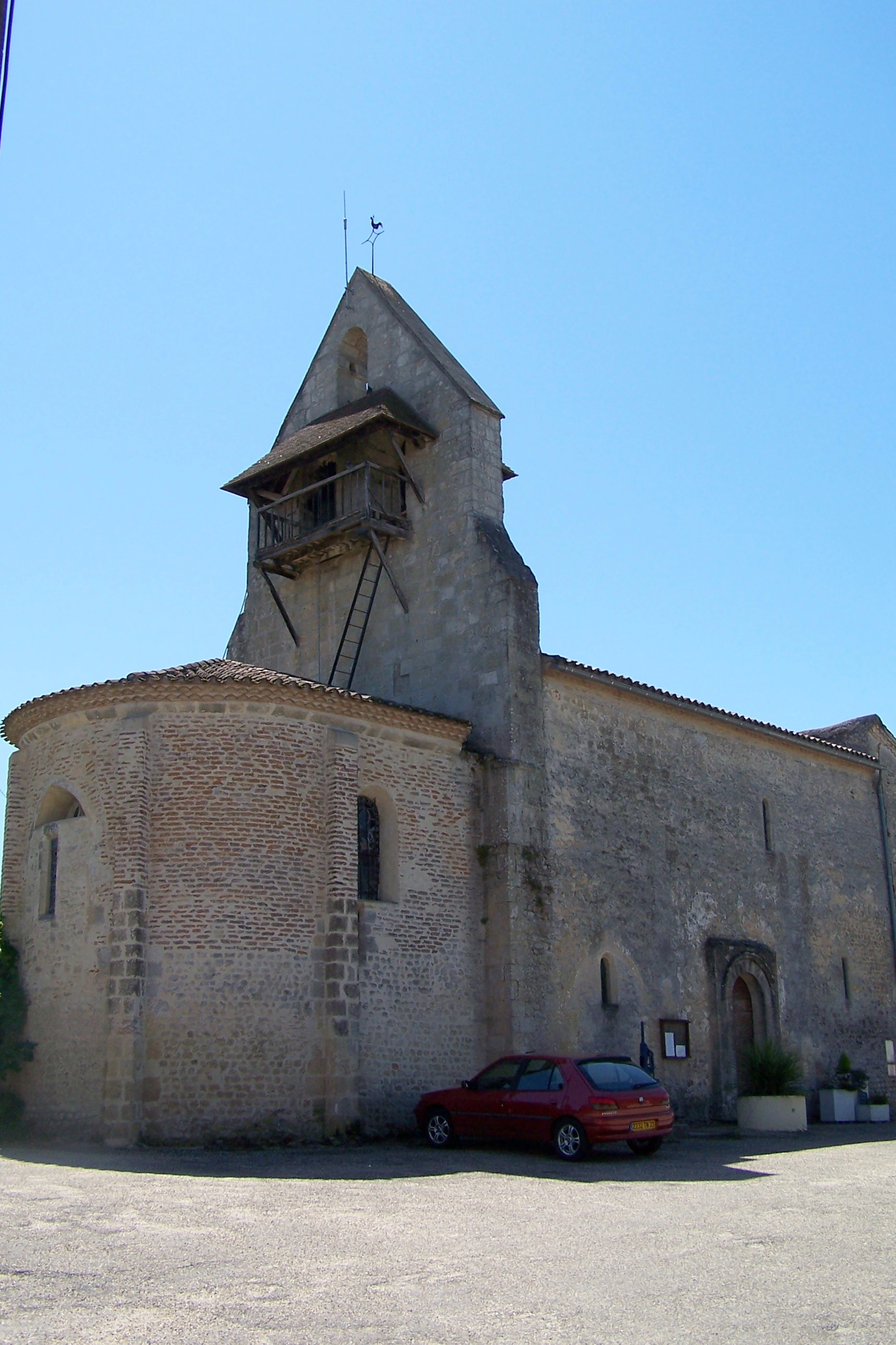
L'église Notre-Dame (août 2011)
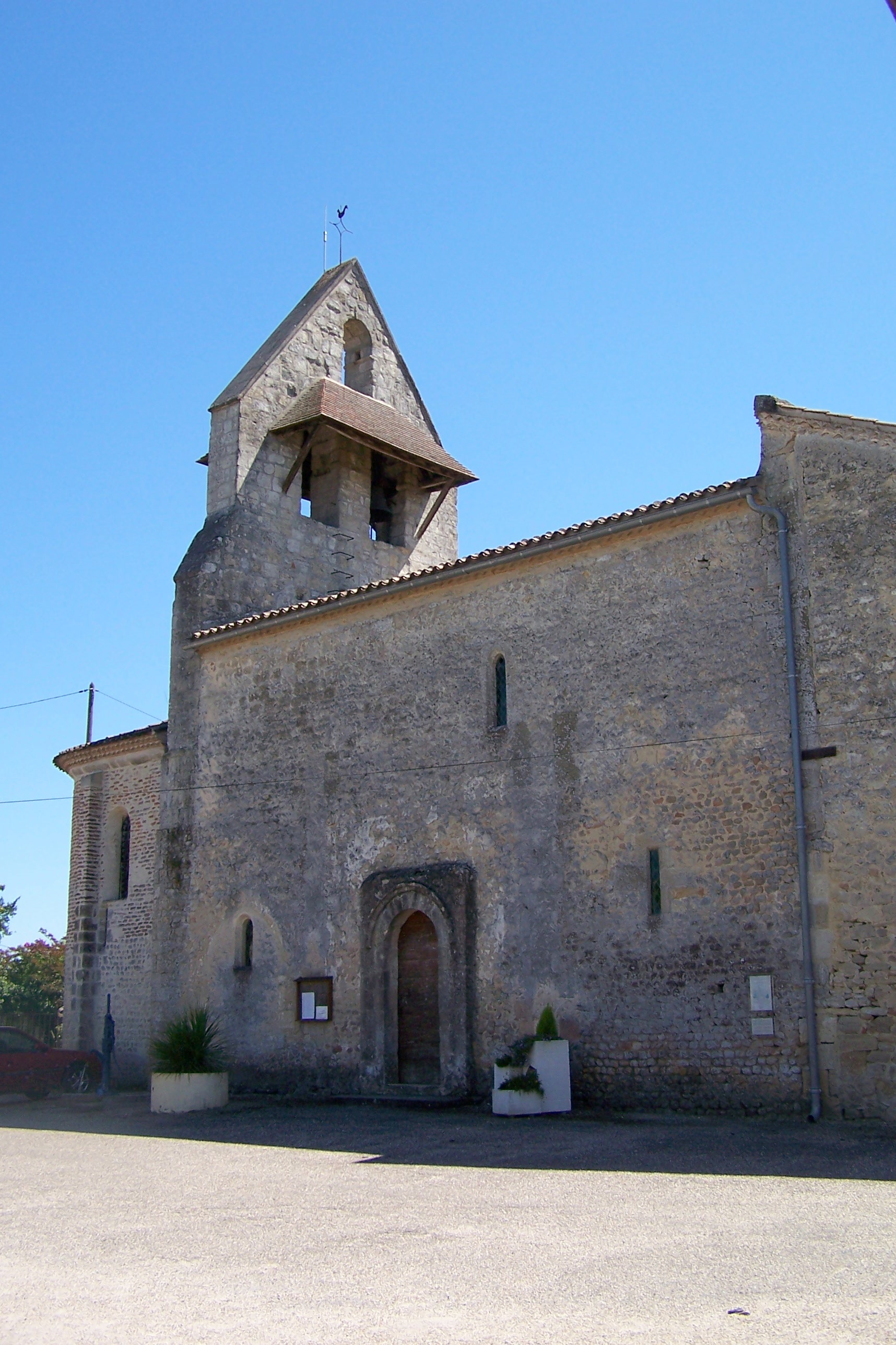
L'église Notre-Dame (août 2011)
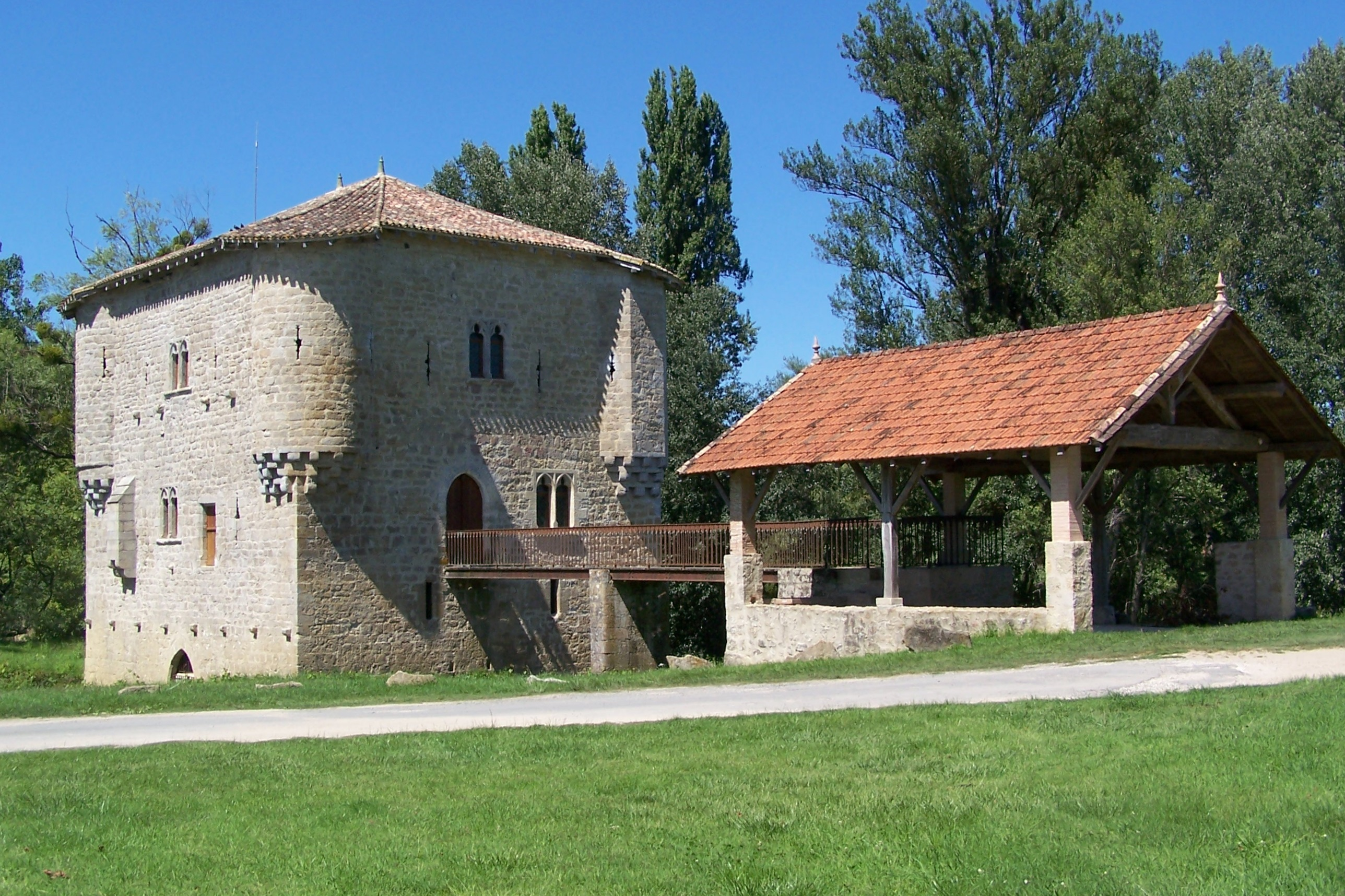
Le moulin sur le Dropt (août 2011)
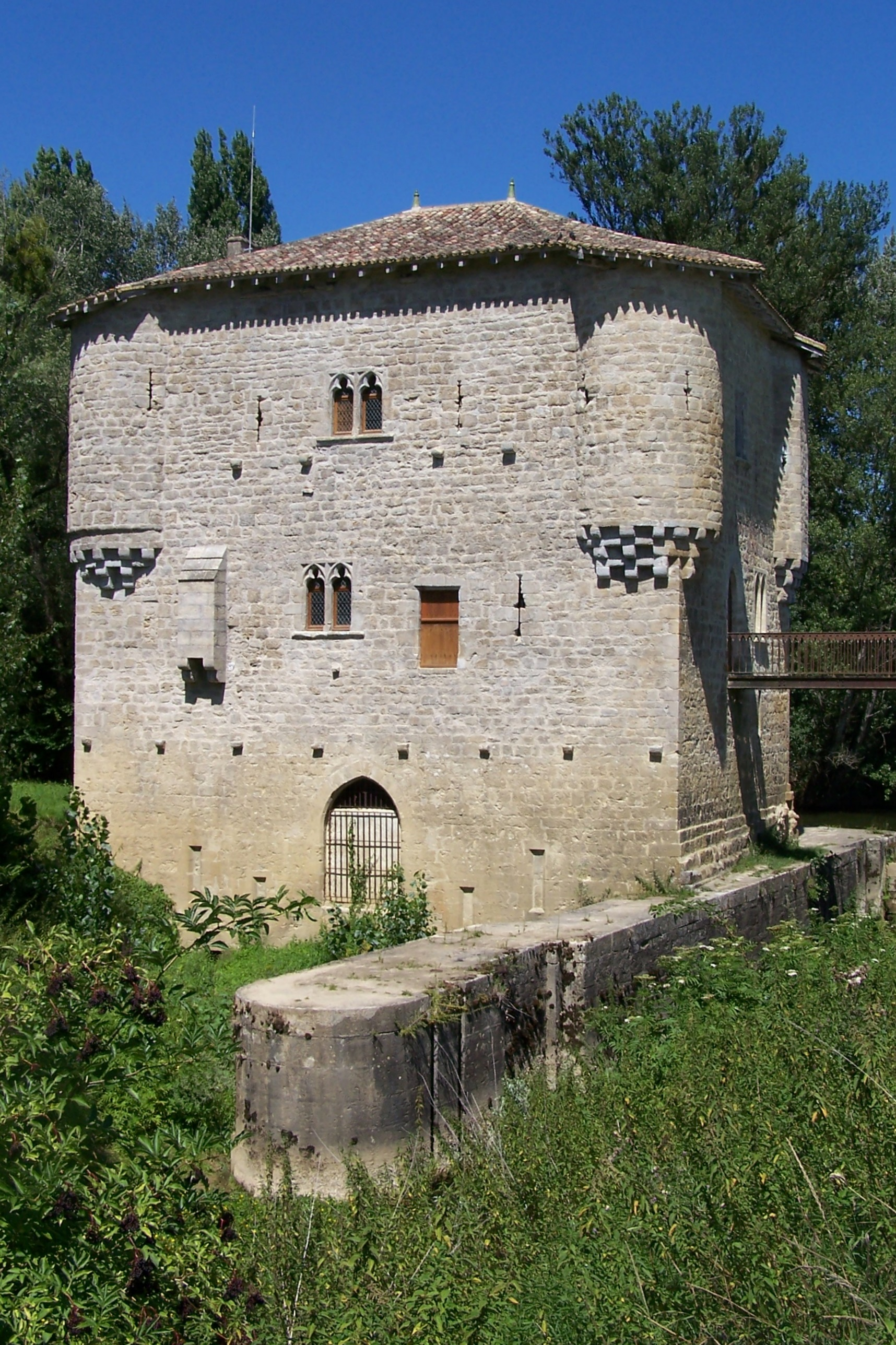
Le moulin, façade occidentale (août 2011)
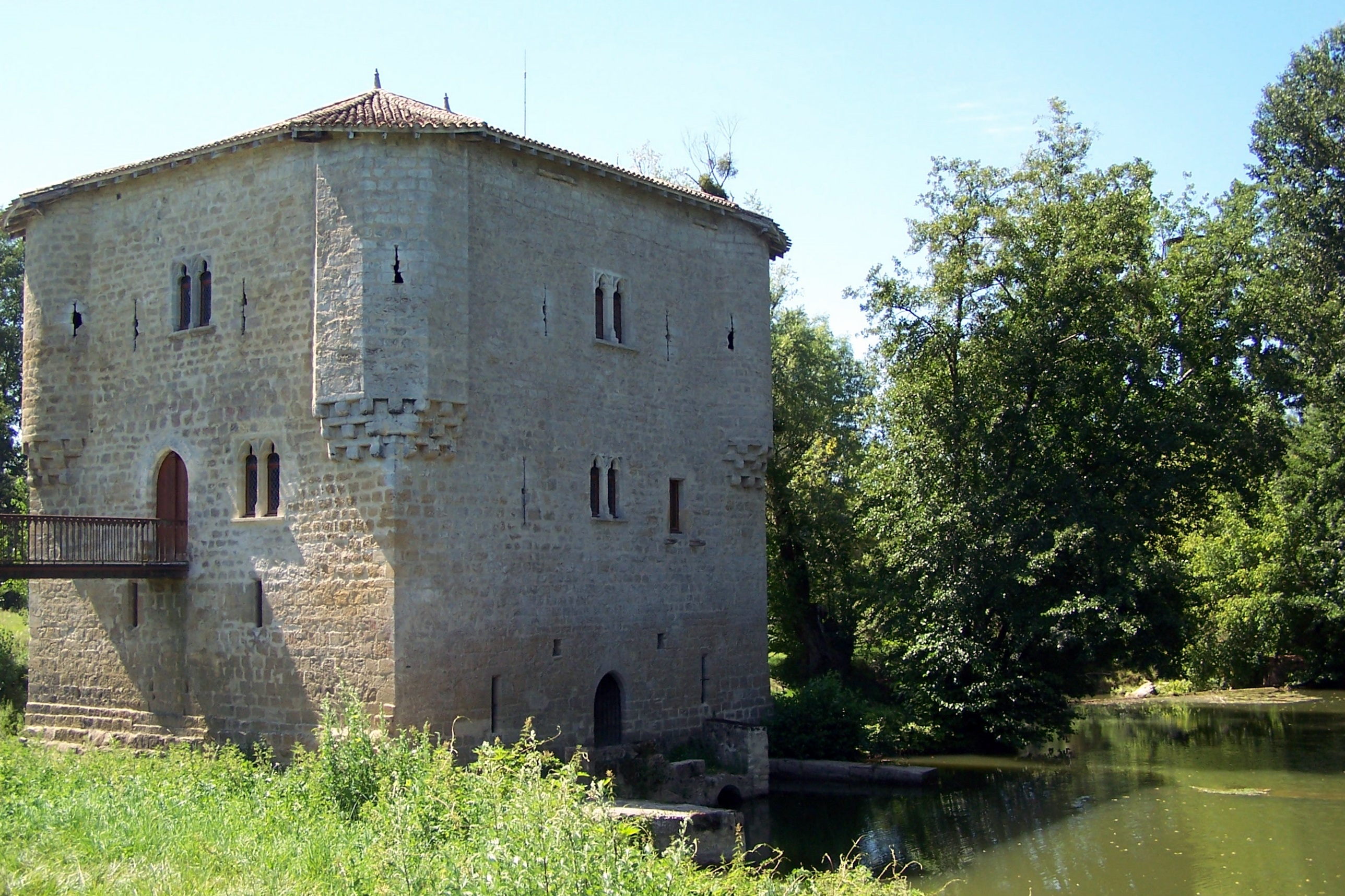
Le moulin, façade orientale (août 2011)
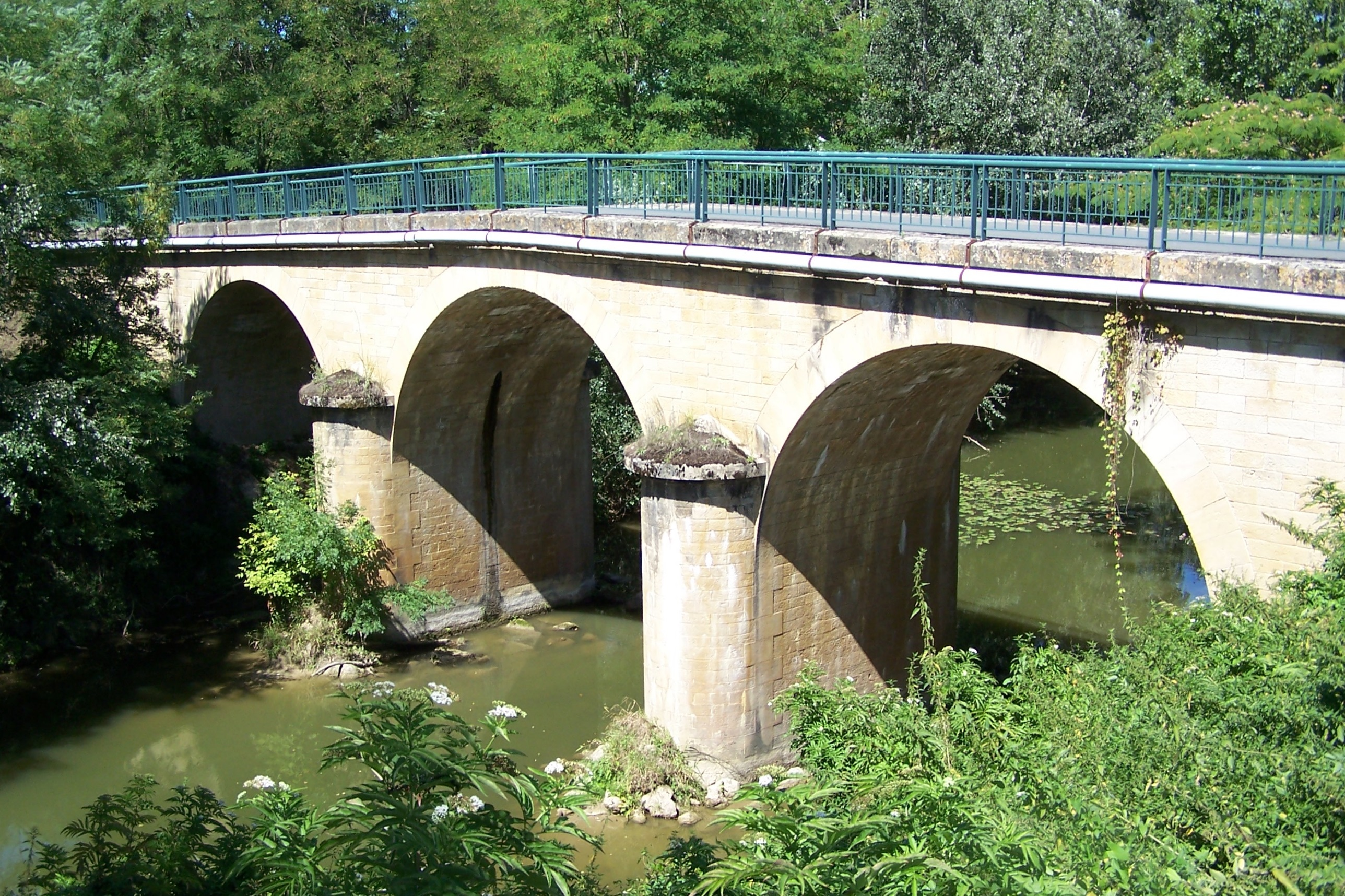
Pont sur le Dropt à proximité du moulin (août 2011)
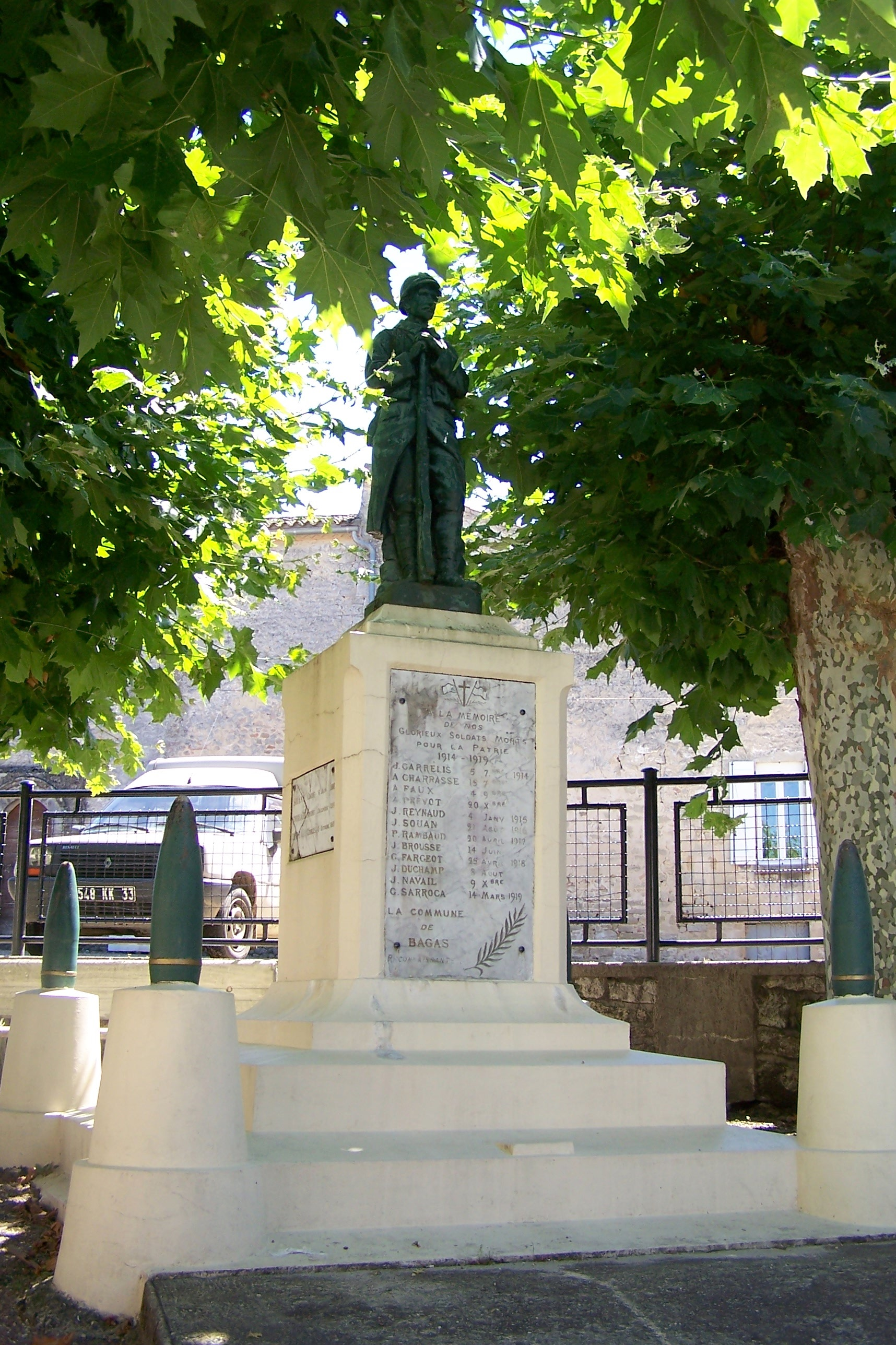
Le monument aux morts (août 2011)